# Jakorian Bennett
Jakorian Bennett (Mobile, Alabama; 23 de agosto de 2000) apodado JB, es un jugador profesional estadounidense de fútbol americano, se desempeña en la posición de cornerback en Las Vegas Raiders, en la National Football League (NFL).

## Carrera
Hizo su debut profesional con el equipo Las Vegas Raiders, lleva jugando una temporada, comenzó en el 2023.